# Список ныне живущих кардиналов
| Страна | Количество кардиналов |
| --- | --------------------- |
| Италия | 51                    |
| Соединённые Штаты Америки | 16                    |
| Испания | 13                    |
| Бразилия | 8                     |
| Франция | 7                     |
| Аргентина, Германия, Индия, Мексика, Португалия | 6                     |
| Канада, Польша, Филиппины | 5                     |
| Великобритания, Нигерия, Чили | 4                     |
| Китай, Колумбия, Литва, Перу | 3                     |
| Венесуэла, Вьетнам, Индонезия, Корея, Кот-д’Ивуар, Таиланд, Танзания, Швейцария, ЮАР, Япония | 2                     |
| Австралия, Австрия, Албания, Алжир, Бангладеш, Бельгия, Боливия, Босния и Герцеговина, Буркина-Фасо, Венгрия, Гаити, Гана, Гватемала, Гвинея, Гондурас, Доминиканская Республика, Израиль, Ирак, Иран, Ирландия, Кабо-Верде, Кения, Конго, Куба, Лаос, Латвия, Ливан, Люксембург, Маврикий, Мадагаскар, Малайзия, Мали, Мальта, Марокко, Мозамбик, Монголия, Мьянма, Нидерланды, Никарагуа, Новая Зеландия, Пакистан, Панама, Папуа — Новая Гвинея, Парагвай, Руанда, Румыния, Сальвадор, Сенегал, Сербия, Сингапур, Словения, Судан, Южный Судан, Восточный Тимор, Тонга, Уганда, Уругвай, Хорватия, ЦАР, Чехия, Швеция, Шри-Ланка, Эквадор, Эфиопия | 1                     |

Список ныне живущих кардиналов.
В данном списке представлены ныне живущие члены Коллегии кардиналов. На данный момент (9 августа 2025 года и до 22 августа 2025 года) в Коллегии кардиналов представлены 248 кардиналов из 94 стран, из которых 117 достигли 80-летнего возраста, то есть они не имеют права участвовать в Конклаве. Кардиналов-выборщиков 130 человек из 69 стран.
В Коллегии присутствуют кардиналы, назначенные:
- 41 — папой Иоанном Павлом II;
- 60 — папой Бенедиктом XVI;
- 147 — папой Франциском.

Список составлен в хронологическом порядке возведения кардиналов в сан.
Старейшим кардиналом является итальянский кардинал Анджело Ачерби — 99 лет,  самым молодым украино-австралийский кардинал Николай Бычок — ему 45 лет.

## Кардиналы, назначенные Папой Иоанном Павлом II

### Консистория2 февраля1983 года
1. Михаил Мичаи Китбунчу

### Консистория25 мая1985 года
1. Фрэнсис Аринзе
2. Поль Пупар
3. Фридрих Веттер

### Консистория28 июня1991 года
1. Николас де Хесус Лопес Родригес
2. Роджер Майкл Махони
3. Камилло Руини

### Консистория26 ноября1994 года
1. Юлий Рияди Дармаатмаджа
2. Эммануил Вамала
3. Адам Джозеф Мэйда
4. Винко Пулич
5. Хуан Сандоваль Иньигес

### Консистория21 февраля1998 года
1. Джеймс Фрэнсис Стэффорд
2. Сальваторе Де Джорджи
3. Антонио Мария Роуко Варела
4. Поликарп Пенго
5. Кристоф Шёнборн
6. Норберто Ривера Каррера
7. Янис Пуятс

### Консистория21 февраля2001 года
1. Джованни Баттиста Ре
2. Жозе Сарайва Мартинш
3. Крешенцио Сепе
4. Вальтер Каспер
5. Аудрис Юозас Бачкис
6. Франсиско Хавьер Эррасурис Осса
7. Уилфрид Фокс Напье
8. Оскар Андрес Родригес Марадьяга
9. Хуан Луис Сиприани Торн

### Консистория21 октября2003 года
1. Хулиан Эрранс Касадо
2. Анджело Скола
3. Энтони Олубунми Окоги
4. Габриэль Зубейр Вако
5. Джастин Фрэнсис Ригали
6. Эннио Антонелли
7. Тарчизио Бертоне
8. Питер Тарксон
9. Йосип Бозанич
10. Жан-Батист Фам Минь Ман
11. Филипп Ксавье Кристиан Иньяс Мари Барбарен
12. Петер Эрдё
13. Марк Уэлле

## Кардиналы, назначенные Папой Бенедиктом XVI

### Консистория24 марта2006 года
1. Франц Роде
2. Агостино Валлини
3. Гауденсио Борбон Росалес
4. Жан-Пьер Рикар
5. Антонио Каньисарес Льовера
6. Шон Патрик О’Мелли
7. Станислав Дзивиш
8. Иосиф Чэнь Жицзюнь

### Консистория24 ноября2007 года
1. Леонардо Сандри
2. Джованни Лайоло
3. Анджело Комастри
4. Станислав Рылко
5. Раффаэле Фарина
6. Шон Бэптист Брейди
7. Льюис Мартинес Систак
8. Анджело Баньяско
9. Теодор-Адриен Сарр
10. Освальд Грасиас
11. Франсиско Роблес Ортега
12. Даниэль Николас Динардо
13. Одилиу Педру Шерер
14. Джон Нджуэ

### Консистория20 ноября2010 года
1. Робер Сара
2. Франческо Монтеризи
3. Рэймонд Берк
4. Курт Кох
5. Мауро Пьяченца
6. Джанфранко Равази
7. Паоло Ромео
8. Дональд Вюрл
9. Раймунду Дамасену Ассис
10. Казимиж Ныч
11. Альберт Малькольм Ранжит Патабендиге Дон
12. Рейнхард Маркс
13. Вальтер Брандмюллер

### Консистория18 февраля2012 года
1. Фернандо Филони
2. Мануэл Монтейру де Каштру
3. Сантос Абриль-и-Кастельо
4. Антонио Вельо
5. Джузеппе Бертелло
6. Франческо Коккопальмерио
7. Жуан Брас ди Авис
8. Эдвин Фредерик О’Брайен
9. Доменико Кальканьо
10. Джузеппе Версальди
11. Георг Аленчерри
12. Томас Кристофер Коллинз
13. Доменик Дука
14. Виллем Эйк
15. Джузеппе Бетори
16. Тимоти Долан
17. Райнер Мария Вёльки
18. Иоанн Тун Хон
19. Лучиан Мурешан

### Консистория24 ноября2012 года
1. Джеймс Майкл Харви
2. Бешар Бутрос Раи
3. Баселиос Клеемис Тоттункал
4. Джон Олорунфеми Онаийекан
5. Рубен Дарио Саласар Гомес
6. Луис Антонио Гоким Тагле

## Кардиналы, назначенные Папой Франциском

### Консистория22 февраля2014 года
1. Пьетро Паролин
2. Лоренцо Бальдиссери
3. Герхард Людвиг Мюллер
4. Беньямино Стелла
5. Винсент Джерард Николс
6. Леопольдо Хосе Бренес Солорсано
7. Жеральд Сиприен Лакруа
8. Жан-Пьер Кутва
9. Орани Жуан Темпеста
10. Гуальтьеро Бассетти
11. Марио Аурелио Поли
12. Андрей Ём Су Чжун
13. Рикардо Эссати Андрельо
14. Филипп Накеллентуба Уэдраого
15. Орландо Бельтран Кеведо
16. Шибли Ланглуа

### Консистория14 февраля2015 года
1. Доминик Мамберти
2. Мануэл Жозе Макариу ду Нашсименту Клементи
3. Бырханэйэсус Дэмрэв Сурафел
4. Джон Эчерли Дью
5. Эдоардо Меникелли
6. Пётр Нгуен Ван Нён
7. Альберто Суарес Инда
8. Чарльз Маунг Бо
9. Франциск Ксаверий Криенгсак Ковитванит
10. Франческо Монтенегро
11. Даниэль Фернандо Стурла Беруэ
12. Рикардо Бласкес Перес
13. Хосе Луис Лакунса Маэстрохуан
14. Арлинду Гомеш Фуртаду
15. Соане Патита Паини Мафи
16. Луис Эктор Вильяльба
17. Жулиу Дуарте Ланга

### Консистория19 ноября2016 года
1. Марио Дзенари
2. Дьёдонне Нзапалаинга
3. Карлос Осора Сьерра
4. Сержиу да Роша
5. Блейз Джозеф Супич
6. Патрик Д’Росарио
7. Бальтасар Энрике Поррас Кардосо
8. Жозеф Де Кесель
9. Морис Пья
10. Кевин Фаррелл
11. Карлос Агиар Ретес
12. Джон Рибат
13. Джозеф Уильям Тобин
14. Эрнест Симони

### Консистория28 июня2017 года
1. Жан Зербо
2. Хуан Хосе Омелья-и-Омелья
3. Андерс Арборелиус
4. Луи-Мари Линг Мангкханекхоун
5. Грегорио Роса Чавес

### Консистория28 июня2018 года
1. Луис Рафаэль I Сако
2. Луис Ладария Феррер
3. Анджело Де Донатис
4. Джованни Анджело Беччу[2].
5. Конрад Краевский
6. Джозеф Куттс
7. Антониу Аугусту душ Сантуш Марту
8. Педро Рикардо Баррето Химено
9. Дезире Царахазана
10. Джузеппе Петрокки
11. Томас Акино Манъё Маэда
12. Торибио Тикона Порко
13. Акилино Бокос Мерино

### Консистория5 октября2019 года
1. Жозе Толентину Мендонса
2. Игнатий Сухарио Харджоатмоджо
3. Хуан де ла Каридад Гарсия Родригес
4. Фридолин Амбонго Безунгу
5. Жан-Клод Холлериш
6. Альваро Леонель Рамассини Имери
7. Маттео Мария Дзуппи
8. Кристобаль Лопес Ромеро
9. Майкл Черни
10. Майкл Фицджеральд
11. Сигитас Тамкявичус

### Консистория28 ноября2020 года
1. Марио Грек
2. Марчелло Семераро
3. Антуан Камбанда
4. Уилтон Дэниэл Грегори
5. Хосе Фуэрте Адвинкула
6. Селестино Аос Брако
7. Аугусто Паоло Лоюдиче
8. Мауро Гамбетти
9. Фелипе Арисменди Эскивель
10. Сильвано Мария Томази
11. Раньеро Канталамесса
12. Энрико Ферочи

### Консистория27 августа2022 года
1. Артур Роше
2. Лазарус Ю Хын Сик
3. Фернандо Вергес Альсага
4. Жан-Марк Авелин
5. Питер Эбере Окпалеке
6. Леонардо Ульрич Стайнер
7. Филипе Нери Антониу Себастьян ду Розарио Ферран
8. Роберт Уолтер Макэлрой
9. Виржилиу ду Карму да Силва
10. Оскар Кантони
11. Энтони Пула
12. Паулу Сезар Кошта
13. Уильям Го Сен Че
14. Адальберто Мартинес Флорес
15. Джорджо Маренго
16. Хорхе Энрике Хименес Карвахаль
17. Арриго Мильо
18. Джанфранко Гирланда
19. Фортунато Фрецца

### Консистория30 сентября2023 года
1. Клаудио Гуджеротти
2. Виктор Мануэль Фернандес
3. Эмиль-Поль Шерриг
4. Кристоф Пьер
5. Пьербаттиста Пиццабалла
6. Стивен Бризлин
7. Анхель Сиксто Росси
8. Луис Хосе Руэда Апарисио
9. Гжегож Рысь
10. Стивен Амею Мартин Мулла
11. Хосе Кобо Кано
12. Протасе Ругамбва
13. Себастьян Фрэнсис
14. Стефан Чжоу Шоужэнь
15. Франсуа-Ксавье Бустильо
16. Америку Мануэл Алвиз Агиар
17. Анхель Фернандес Артиме
18. Агостино Маркетто
19. Диего Рафаэль Падрон Санчес

### Консистория7 декабря2024 года
1. Анджело Ачерби
2. Карлос Густаво Кастильо Маттасоглио
3. Висенте Бокалич Иглич
4. Луис Херардо Кабрера Эррера
5. Фернандо Наталио Чомали Гариб
6. Тарцизий Исао Кикути
7. Пабло Вирхилио Сионгко Давид
8. Ласло Немет
9. Жайме Спенглер
10. Иньяс Бесси Догбо
11. Жан-Поль Веско
12. Доминик Жозеф Матьё
13. Роберто Реполе
14. Бальдассаре Рейна
15. Франк Лео
16. Роландас Макрицкас
17. Николай Бычок
18. Тимоти Питер Джозеф Рэдклифф
19. Фабио Баджо
20. Джордж Джейкоб Кувакад
21. Доменико Батталья